# Спиридов, Алексей Григорьевич
Алексе́й Григо́рьевич Спиридов (1753 — 18 марта 1828) — русский адмирал из рода Спиридовых. В 1792—1811 гг. главный командир Ревельского порта.

## Биография
Сын адмирала Григория Андреевича Спиридова от брака его с Анной Матвеевной Нестеровой.
В 1760 году поступил в Морской кадетский корпус и в 1760—1761 годах на 100-пушечном корабле «Св. Дмитрий Ростовский» и 80-пушечном корабле «Св. Андрей Первозванный» под командованием своего отца капитана 1-го ранга Г. А. Спиридова плавал от Кронштадта до Кольберга. В 1762 году находился на брандвахтенном фрегате «Ульриксдаль» на Кронштадтском рейде и в том же году был произведён в чин мичмана. В 1768 году в чине лейтенанта командовал галеотом в плавании из Кронштадта в Ригу.
В 1769 году на 66-пушечном корабле «Св. Евстафий Плакида» под командованием капитана 1-го ранга А. И. Круза совершил переход из Кронштадта в Архипелаг и в следующем году участвовал в Морейской экспедиции, был контужен при высадке десанта у крепости Корон. В должности генеральс-адъютанта при графе А. Г. Орлове участвовал на корабле «Трех Иерархов» в Чесменском сражении и был послан в С.-Петербург с реляцией о победе. Был пожалован табакеркой и двумя тысячами рублей. В следующем году был назначен генеральс-адъютантом майорского ранга при вице-президенте Адмиралтейств-коллегии графе И. Г. Чернышёве и командовал придворными яхтами. В 1772 году в должности кавалера при посольстве князя Г. Г. Орлова находился в Молдавии и участвовал в переговорах с турками.
После окончания русско-турецкой войны совершил две компании в 1775—1776 годах на 74-пушечном корабле «Св. Великомученик Пантелеймон». В 1777 году был произведён в чин капитана 2-го ранга и назначен командиром 66-пушечного корабля «Азия», командуя которым совершил переход из Кронштадта в Ревель, а в следующем году — обратно из Ревеля в Кронштадт. В 1779 году был произведён в чин капитана 1-го ранга и командуя 66-пушечным кораблём «Вячеслав» в составе эскадры под флагом контр-адмирала С. П. Хметевского плавал от Кронштадта до мыса Норд-Кап и перезимовав в Копенгагене вернулся на следующий год назад.
В 1780—1781 годах командуя 66-пушечным кораблём «Азия» в составе эскадры под командованием контр-адмирала И. А. Борисова совершил переход в Ливорно и обратно. Руководитель масонских лож: «Урании» в Санкт-Петербурге и «Нептуна к надежде» в Кронштадте. Основатель масонской ложи в Ливорно. По возвращении из плавания был назначен заведующим интендантской экспедицией и в следующем году был произведён в чин капитана бригадирского ранга. В 1782—1784 годах командуя 66-пушечным кораблём «Св. Георгий Победоносец» в составе эскадры адмирала В. Я. Чичагова совершил плавание из Кронштадта в Средиземное море и обратно. В 1783 году был произведён в чин капитана генерал-майорского ранга, а в следующем году был перечислен в чин контр-адмирала. В 1785 году, держа флаг на корабле «Мстислав» перевёл эскадру из двух кораблей и трех фрегатов из Архангельска в Кронштадт.
После начала русско-шведской войны командовал арьергардом в Гогландском сражении. На следующий год держа флаг на корабле «Двенадцать Апостолов» крейсировал в Балтийском море и участвовал в Эландском сражении. В мае 1790 года на 100-пушечном корабле «Чесма» в качестве советника при вице-адмирале А. И. Крузе участвовал в Красногорском и Выборгском сражениях.
В 1791 году находясь в С.-Петербурге временно замещал вице-президента Адмиралтейств-коллегии графа И. Г. Чернышёва и в том же году «За беспорочную выслугу, в офицерских чинах, 18-ти шестимесячных морских кампаний» был награждён орденом Св. Георгия 4-й степени. В 1792 году был назначен командиром Ревельского порта и в следующем году был произведён в чин вице-адмирала.
После воцарения императора Павла I награждён в 1797 году орденом Св. Анны 1-й степени и 1799 году был произведён в чин адмирала. Был отправлен в отставку, но вскоре снова был принят на службу и назначен главным командиром Ревельского порта.
В царствование императора Александра I был назначен также Ревельским генерал-губернатором и в 1807 году был пожалован орденом Св. Александра Невского. 19 апреля 1811 года был назначен военным губернатором Архангельской губернии, а 7 июля того же года — главным командиром Архангельского порта. В 1812 году ему были пожалованы алмазные знаки к ордену Св. Александра Невского. В сентябре следующего года был снова назначен Ревельским генерал-губернатором и главным командиром Ревельского порта и занимал эту должность до своей смерти. Умер в Ревеле 18 марта 1828 года в возрасте 74 лет. Похоронен на Александро-Невском кладбище в Ревеле.

## Семья
От брака с вдовой Екатериной Фёдоровной Тизенгаузен, урождённой фон Швебс, адмирал Спиридов имел сына и троих дочерей:
- Екатерина (1799—?), была замужем за графом Николаем Степановичем Толстым (1796—183?), дядей Д. А. Толстого, служившим при своем тесте. Воспитанная в Ревеле, графиня по-русски говорила очень плохо и с иностранным выговором и, чувствуя это, говорила все больше по-французски. Она была очень милая женщина, очень живого характера, смолоду была миловидна, под конец жизни страдала глазами, не имея средств к жизни, жила у своей дочери Развозовой и тяготилась жизнью. Детей своих она воспитала на немецкий лад[1].
- Мария (1800—1878), фрейлина, за графом Василием Дмитриевичем Олсуфьевым (1796—1858). Их сын — генерал А. В. Олсуфьев.
- Алексей, камер-юнкер.
- Софья (1802— ?)